# The Death of Stalin
The Death of Stalin är en brittisk-fransk politisk satir- och komedifilm från 2017 i regi av Armando Iannucci. I huvudrollerna ses Steve Buscemi, Simon Russell Beale, Paddy Considine, Rupert Friend, Jason Isaacs, Michael Palin, Andrea Riseborough och Jeffrey Tambor. Filmen är baserad på den franska serieromanen La mort de Staline och skildrar maktkampen i Sovjetunionen efter Josef Stalins död 1953.
Filmen orsakade kontroverser i Ryssland och flera andra tidigare medlemmar av Sovjetunionen. Den förbjöds i Ryssland, Kirgizistan, Azerbajdzjan och Kazakstan.

## Rollista i urval
- Steve Buscemi - Nikita Chrusjtjov
- Simon Russell Beale - Lavrentij Berija
- Paddy Considine - Andreyev
- Rupert Friend - Vasilij Stalin
- Jason Isaacs - Georgij Zjukov
- Michael Palin - Vjatjeslav Molotov
- Andrea Riseborough - Svetlana Stalina
- Jeffrey Tambor - Georgij Malenkov
- Adrian McLoughlin - Josef Stalin
- Olga Kurylenko - Marija Judina
- Paul Whitehouse - Anastas Mikojan
- Paul Chahidi - Nikolaj Bulganin
- Dermot Crowley - Lazar Kaganovitj
- James Barriscale - Kliment Vorosjilov
- Leeroy Murray - Aleksandr Vasilevskij
- Daniel Fearn - Ivan Konev
- Luke D'Silva - Kirill Moskalenko
- Gerald Lepkowski - Leonid Brezjnev
- Dave Wong - Zhou Enlai
- Richard Brake - Anatolij Tarasov
- Diana Quick - Polina Molotova
- Justin Edwards - Dirigent Spartak Sokolov
- Tom Brooke - Sergei
- Karl Johnson - Lukomsky
- Cara Horgan - Lidiya Timashuk
- Jonathan Aris - Mezhnikov
- Roger Ashton-Griffiths - Musiker
- Sylvestra Le Touzel - Nina Khrushcheva